# Буковинка (Самбірський район)
Буковинка —  село в Україні, у Самбірському районі Львівської області. Населення становить 208 осіб. Орган місцевого самоврядування - Боринська селищна рада.

## Географія
Через село тече річка Дживні.